# Parco nazionale di Nui Chua
Il parco nazionale di Nui Chua (in vietnamita:Vườn quốc gia Núi Chúa) è un'area naturale protetta del Vietnam. È stato istituito nel 2003 e occupa una superficie di 298,65 km² nella provincia di Ninh Thuan, nel distretto di Ninh Hai.

## Fauna
Tra le specie presenti nel parco anche: Pygathrix nigripes, Nycticebus pygmaeus, Ursus thibetanus, Helarctos malayanus, Muntiacus vuquangensis, Lophura diardi. L'insetto stecco Nuichua rabaeyae è stato nominato in omaggio al parco, di cui è endemico.
Nel parco sono state censite 12 specie di pipistrelli, tra cui il Cynopterus brachyotis, contenuto nella Lista rossa IUCN del Vietnam. Gli altri pipistrelli sono: Cynopterus sphinx,  Megaerops niphanae, Rousettus leschenaulti, Hipposideros armiger, Hipposideros larvatus, Hipposideros bicolor, Rhinolophus affinis, Rhinolophus pearsoni, Rhinolophus pusillus, Rhinolophus sp., Murina cyclotis.

## Attività
Nel parco si possono praticare le seguenti attività: nuoto, pesca, trekking, gite in battello.